# المسح على الخفين
المسح على الخفين هو رخصة جائزة بدلًا من غسل الرجلين في الوضوء وفق شروط محددة لذلك. والمسح لغةً: إمرار اليد على الشيء. وشرعًا: أن يصيب البلل خفًا مخصوصًا في زمن مخصوص. شرَّع الإسلام المسح على الخفين وجعله رخصة للمسلم وفي ذلك تيسر للمسلم. ويجوز المسح على الخفين وما أشبههما من الجوارب الصفيقة التي تثبت في القدمين، والجراميق التي تجاوز الكعبين، والخف وما يلبسه الإنسان في قدمي رجليه إلى الكعبين سواء، ويكون مصنوعًا من الجلد. والجورب ما كان عَلَى شكل الخف من كتَّان، أو قطن أو غير ذلك. والفرق بين الجورب وبين الخف: أن الخف مصنوعٌ من الجلد، والجورب مصنوعٌ من الصوف أو الكتان، أو القطن، ونحو ذلك. مسألة المسح على الخفين هي من مسائل الفقه لا من مسائل العقيدة؛ ولكن أُدخلت في مسائل الاعتقاد لأجل أنَّ أهل السنة والجماعة تميَّزوا عن عدد من الفرق بأنهم يرون المسح على الخفين، والمخالف في ذلك هم الخوارج والشيعة وعدد من الناس مختلفون في أماكنهم لا ينسبون إلى فرقة من الفرق. لذلك جعلت هذه المسألة من مسائل أهل السنة والجماعة وصارت مخالفة تلك الفرق مسألة من المسائل العقائدية؛ لأنها تميز أهل السنة والجماعة من الفرق الأخرى، وكان الصحابة يعملون بها. وعمل بالمسح على الخفين أبو بكر وعمر وعثمان وعلي وسائر أهل بدر والحديبية وغيرهم من المهاجرين والأنصار وسائر الصحابة والتابعين أجمعين وفقهاء المسلمين في جميع الأمصار وجماعة أهل الفقه والأثر كلهم يجيز المسح على الخفين في الحضر والسفر للرجال والنساء.

## دليله

خف.

ثبتت مشروعية المسح على الخفين بأحاديث كثيرة بلغت حد التواتر فزادت على ثمانين حديث. لذا يُخشى على من أنكر مشروعيته الكفر. فقال الكرخي: «من أنكر المسح على الخفين يخشى عليه الكفر»، وقال الحسن: «حدثني سبعون عن أصحاب النبي صلى اللَّه عليه وسلم قد مسح على الخفين». ومن الأدلة: ما روى المغيرة بن شعبة قال: «كنت مع النبي صلى الله عليه وسلم في سفر، فأهويت لأنزع خفيه فقال: (دَعْهما فإني أدخلتهما طاهرتَيْن، فمسح عليهما)». وعن صفوان بن عسال رضي الله عنه قال: «كان رسول الله صلى الله عليه وسلم يأمرنا إذا كنا سَفرًا أن لا ننزع خفافنا ثلاثة أيام ولياليهن إلا من جنابة، ولكن من غائط وبول ونوم». وقال الإمام أبو حنيفة: «ما قلت بالمسح حتى جاءني فيه مثلُ ضوءِ النهار». قال بعض الفقهاء بأن المسح أفضل من غسل الرجلين، لما روي عن رسول الله صلى الله عليه وسلم: «إن الله تعالى يحب أن تؤتى رخصه، كما يكره أن تؤتى معصيته». وقال غيرهم غسل الرِجل أفضل منه، بشرط ألا يترك المسح شكًا في جوازه. واستدلوا تفضيل غسل الرجل أفضل، هو أن الذي واظب عليه النبي في مدة المعظم الأوقات، ولأن غسل الرجل هو الأصل فكان أفضل. ولو اعتقد المكلف جوازه ولكن تكلَّف نزعه يثاب على العزيمة.

## حكمه

### عند أهل السنة والجماعة
أجمع فقهاء المسلمين على جواز المسح على الخفين من غير خلاف، لما روي من أحاديث عن رسول الله. وروي عن جرير  أنه قال: «رأيت رسول الله صلى الله عليه وسلم بال ثم توضأ، ومسح على خفيه». وهي رخصة في الوضوء دون الغسل، لما روى صفوان بن عسال  قال: «كان رسول الله صلى الله عليه وسلم يأمرنا إذا كنا سَفْرًا أن لا ننزع خفافنا ثلاثة أيام وليالهن إلا من جنابة، ولكن من غائط وبول ونوم» مما أُسْتُدِلَّ به على المسح على الخفين من القرآن الكريم قوله: ﴿يَاأَيُّهَا الَّذِينَ آمَنُوا إِذَا قُمْتُمْ إِلَى الصَّلَاةِ فَاغْسِلُوا وُجُوهَكُمْ وَأَيْدِيَكُمْ إِلَى الْمَرَافِقِ وَامْسَحُوا بِرُءُوسِكُمْ وَأَرْجُلِكُمْ إِلَى الْكَعْبَيْن﴾، اسْتُدِلَّ به على أنَّ المسح هنا - مسح الأرجل - يُرَادُ به المسح على الخفين. وقد ذكرت مسألة المسح على الخفين في العقيدة، وعلة ذلك بأن الشيعة والخوارج لا يمسحون على الخفين، وأقدم من ذكرها في مسأل العقيدة هو الإمام سفيان الثوري في عقيدته حيث قال مخاطبًا من سأله عن معتقده: «يا شعيب بن حرب، لا ينفعك ما كتبت لك حتى ترى المسح على الخفين دون خلعهما أعدل عندك من غسل قدميك» كما قرر ذلك أبو حنيفة، وأبو الحسن الأشعري في كتابه الإبانة، والطحاوي في عقيدته، وابن بطة في الإبانة الصغرى، والبربهاري في شرح السنة، وابن خفيف في عقيدته، وأبو عمرو الداني في الرسالة الوافية. وعد سهل بن عبد الله التستري المسح على الخفين من خصال أهل السنة. وقال الإمام محمد بن نصر المروزي: «وقد أنكر طوائف من أهل الأهواء والبدع من الخوارج والروافض المسح على الخفين» وكان سفيان الثوري يذكر من السنة المسح على الخفين؛ مخالفةً للرافضة. وقال الإمام النووي: «أجمع من يعتد به في الإجماع على جواز المسح على الخفين في السفر والحضر سواء كان لحاجة أو لغيرها... وإنما أنكرته الشيعة والخوارج ولا يعتد بخلافهم»، وقال شيخ الإسلام ابن تيمية: «وقد تواترت السنة عن النبي صلى الله عليه وسلم بالمسح على الخفين، وبغسل الرجلين، والرافضة تخالف هذه السنة المتواترة، كما تخالف الخوارج نحو ذلك».

### عند الشيعة
لا يرى الشيعة مشروعية المسح على الخفين، إلا في حال التقية الشديدة. وزاد بعضهم وقالوا يجوز في البرد الشديد. وبالغ بعضهم ومنعوها حتى في حال التقية قال الخميني: «وأولى من ذلك كله في عدم جواز التقية فيه ما لو كان أصل من أصول الإسلام أو المذهب أو ضروري.. ومنها المسح على الخفين». ويروي الشيعة حديث عن جعفر الصادق صححه الخميني ونعمة الله الجزائري والمجلسي قوله: «عن زرارة قال: قلت له (جعفر الصادق): في مسح الخفين تقية؟ فقال ثلاثة لا اتقى فيهن أحدا: شرب المسكر، ومسح الخفين، ومتعة الحج» وقال في رواية عندهم: «والتقية في كل شيء إلا في النبيذ والمسح على الخفين»

## مدته
ذهب جمهور العلماء إلى أن المسح على الخفين مؤقت، وهو الأرجح، ومدة المسح للمقيم يومًا وليلة، وللمسافر ثلاثة أيام بلياليهن، لما روى شريح بن هانئ، أنهم سألوا عليًا  عن المسح على الخفين فقال: «جعل رسول الله صلى الله عليه وسلم ثلاثة أيام ولياليهن للمسافر ويومًا وليلة للمقيم» وعند المالكية إن المسح على الخفين لا يقيد بمدة، فقد روي عن عقبة بن عامر الجهني قال: «خرجت من الشام إلى المدينة يوم الجمعة فدخلت على عمر بن الخطاب فقال: «متى أولجت خفيك في رجليك» قلت: «يوم الجمعة» قال: «فهل نزعتهما» قلت: «لا» قال: «أصبت السنة»». واستدلوا بقاعدة أصولية، وهي: أن (الْمَفْهُومُ لَا عُمُومَ لَهُ) فأحاديث التَّوقيت فيها الأمر بالمسح: ( يَوْمًا وَلَيْلَةً، وَثَلَاثَةَ أَيَّامٍ وَلَيَالِيهِنَّ) وَلَيْسَ فِيهَا النهي عن الزيادة إلا بِطرِيق المفهوم، والمفهوم لا عموم له. يقصد: أن توقيت رسول الله ﷺ يُفهم منه أنه لا يُمسح بعد ذلك. ولكن ليس دائمًا. متى يكون دائمًا لا يجوز المسح بعدها؟ إذا وُجد نهي، مثل: لا تمسحوا بعد ثلاث ليال. هذا النهي يفيد العموم، أي: في أيّ حالة من الأحوال لا يجوز لكم المسح بعد الثلاث. ابن تيمية يقول: لا يوجد نهي بالنص. بل توقيتٌ يُفهم منه عدم الزيادة، (يسمى المفهوم) والمفهوم لا عموم له، أي: ليس دائمًا لا يجوز المسح، بل عند الحاجة يجوز المسح فوق ثلاث ليال. وعند عدم الحاجة لا يُمسح. وهذا فقه عمر وعقبة. وعقبة كان له حاجة، وهي: سرعة الوصول إلى المدينة. وجمهور العلماء يرون بأن التأقيت هو الأصل، ويمكن أن يُترك التأقيت عند الحاجة لذلك. ومدته هي للمقيم يومًا وليلة، ويمسح المسافر ثلاثة أيام بلياليهن، لما روي عن شريح بن هانئ قال: «أتيت عائشة رضي الله عنها أسألها عن المسح على الخفين فقالت: «عليك بابن أبي طالب فسله فإنه كان يسافر مع رسول الله صلى الله عليه وسلم» فسألناه فقال: «جعل رسول الله صلى الله عليه وسلم ثلاثة أيام ولياليهن للمسافر، ويومًا وليلة للمقيم»». ويشترط في السفر الذي يجيز مسح ثلاثة أيام بلياليها أن يكون سفرًا قصر مباح، أما إن كان سفر معصية أو سفر غير قصر فتكون مدته يومًا وليلة. وعند فقهاء المالكية إن المسح على الخفين لا يقيد بمدة، فلا يجب نزعهما بعد مرور يوم وليلة كما عند الشافعية، ولا بعد مرور أسبوع كما عند الحنابلة، وإنما يندب نزعهما كل يوم جمعة وإن لم يرد الغسل لها؛ فإن لم ينزعهما يوم الجمعة يندب له أن ينزعهما في مثل اليوم الذي لبسهما فيه من كل أسبوع.

### ابتداء التوقيت
وتبدأ مدة المسح من وقت الحدث الحاصل بعد لبس الخفين، لأنه منذ وقوع الحدث بدأ عمل الخفين في منع سراية الحدث إلى الرجلين، فيصح لذلك رفع الحدث عنهما بالمسح دون الغسل. وقيل: إنها تبدأ من وقت لبس الخفين، وقيل أيضًا إنها تبدأ من أول وضوء بعد لبسهما. وإن أحدث في الحضر ثم سافر قبل المسح أتم مسح مسافر، لأنه بدأ العبادة بالسفر، أما إن مسح في الحضر ثم سافر أو مسح في السفر ثم أقام أتم مسح مقيم، لأنها عبادة يختلف حكمها بالحضر والسفر، فإذا كان أحد طرفيها بالحضر غُلِّب حكم الحضر كالصلاة، وإن شك هل بدأ المسح بالحضر أو بالسفر بنى على أنه مسح في الحضر، لأن الأصل الغسل والمسح رخصة.

## شروطه
- أن يكونا طاهرين، لأن الخف يقوم مقام الرجل، ويجب لبسهما على طهارة كاملة، بمعنى أن يتوضأ أولاً وضوءاً كاملاً، ثم يلبسهما بدليل ما روي عن المغيرة بن شعبة  قال: «كنت مع النبي صلى الله عليه وسلم في سفر، فأهويت لأنزع خفيه، فقال: «دعهما، فإني أدخلتهما طاهرتين»، فمسح عليهما».[44] فإن غسل إحدى رجليه وأدخلها في الخف ثم غسل الأخرى فأدخلها لم يجز المسح، لأنه لبس الأولى قبل كمال الطهارة (وعن الإمام يجوز لأنه أحدث بعد كمال الطهارة واللبس كما عند الحنفية). وإن تطهر ولبس خفيه إلا أنه أحدث قبل أن تصل القدم إلى موضعها لم يجز المسح.[39][45]
- أن يكونا مانعين لنفوذ الماء من غير مواضع الخرز (مكان الخياطة) والشق (السحاب) فإذا نفذ الماء منهما فلا ضرر، أما المخرق، فإن كان الخرق فوق الكعب لم يضر، وإن كان في محل الفرض لم يجز المسح، سواء أمكنت متابعة المشي فيه أم لا.[42][45]
- أن يكونا طاهرين، أي صنعًا من جلد طاهر لا من جلد ميتة ولو دبغ. وكذا لو أصابت الخف نجاسة بطل المسح عليه (حتى على القول بأن إزالة النجاسة عن الثوب أو البدن سنة)، فلا يعفى عما أصابه من نجاسة على أية حال.[46]
- أن يكونا ساترين للمحل المفروض غسله في الوضوء من الجوانب، لأن حكم ما استتر المسح وحكم ما ظهر الغسل ولا سبيل إلى الجمع بينهما فغلب الغسل كما لو خرجت إحدى الرجلين فإن كانت فوهة الخف واسعة بحيث يُرى منها بعض القدم فلا يصح المسح عليه، وكذا إن كان الخف رقيقًا يصف لون البشرة من خلاله لم يجز المسح عليه. أما إن كان فيه شق مستطيل منضم لا يظهر القدم منه جاز المسح عليه، وكذلك إذا ثقب من أسفل القدم وكان مشدودًا لا يُظهر شيئًا من القدم إن مشى جاز المسح لأنه كالمخيط.[39][42][45][46]
- أن يمكن المشى فيه، إن كان يسقط من القدم لسعته أو ثقله لم يجز المسح عليه سواء كان مصنوعًا من الجلد أو اللباد أو الخشب.[39] ومنهم من قدر بأن يمشي بها فرسخًا أي ما يقدر بـ (5. 5) كم تقريبًا.[42] ويجب استمساكهما على الرجلين من غير شدِّ.[42]
- أن لا يكون على محل المسح المفروض (وهو أعلى الخف) حائل يمنع وصول الماء إلى الخف كخرقة أو شمع أو عجين. أما إن كان الحائل في أسفل الخف فلا مانع، لأنه لا يتوجب مسح أسفله على القول المعتمد بل يُندب.[46]
- أن يكونا قويين تمكن متابعة المشي فيهما والتردد للحاجة، سواء كانا من الجلود، أو الخرق المطبقة، أو الخشب، أو غير ذلك.[45]
- أن يكونا مباحين سواء كان هناك ضرورة للبسهما أم لا، فلا يصح المسح على الخفين المغصوبين أو المصنوعين من الحرير لرجل لأنه معصية فلا تستباح به الرخصة.[39] فلا يجزئ المسح عليه، وهناك من قال بأنه يجزئ.[47]
- أن يمكن متابعة المشي فيهما عادة، ولو كان يُرى بعض القدم أو كله من الخف لتوسيع فوهته. أما إن كان لا يستقر القدم فيه كله أو جُلّه فلا يجوز المسح عليه، لأنه لا يمكن متابعة المشي فيه.[46]
- أن يلبسهما على طهارة كاملة.[45] بدليل ما روي عن المغيرة بن شعبة رضي الله عنه قال: «كنت مع النبي صلى الله عليه وسلم في سفر، فأهويت لأنزع خفيه، فقال: دعهما، فإني أدخلتهما طاهرتين، فمسح عليهما».[39][42][44]
- أن ينزعه بعد يوم وليلة إن كان مقيمًا، وبعد ثلاثة أيام بلياليها إن كان مسافرًا، لحديث الذي روي عن علي  قال: «جعل رسول الله صلى الله عليه وسلم ثلاثة أيام ولياليهن للمسافر ويومًا وليلة للمقيم»، ولأن الحاجة لا تدعو إلى أكثر من ذلك فلم تجز الزيادة عليه، فإن كان سفره لمعصية كقطع الطريق ونحوه لم يجز له أن يمسح أكثر من يوم وليلة، لأن هذا جائز بالسفر (وكذلك لا يستبيح من سفره لمعصية شيئًا من رخص السفر، كالقصر والجمع، والفطر، والمسح ثلاثًا، والتنفل على الراحلة، وترك الجمعة، وأكل الميتة، إلا التيمم إذا عدم الماء).[45]

وأضاف بعض الفقهاء شروط أخرى وهي:
- أن تكون الطهارة التي لبس بعدها الخف مائية لا ترابية، فلا يصح أن يلبسه بعد التيمم، سواء كان تيممه لفقد الماء أو المرض أو نحوهما.[46]
- أن لا يقصد بلبسه مجرد المسح عليه أو التنعيم كما لبسه خوفًا من حناء برجله، أو لمجرد النوم به، أو لكونه حاكمًا، بل ينبغي أن يقصد به إتباع السنة، بخلاف من لبسه اتقاء حرٍ أو برد أو خوف عقرب فإنه يمسح.[47]
- أن لا يكون عاصيًا بلبسه كمحرم بحج أو عمرة، ما لم يكن مضطرًا للبسه كمرض أو كان المحرم امرأة.[47]
- بأن يكون مصنوع من جلد، فإن كانا من كتان أو - أو قطن فلا يصح المسح عليهما.[46]

## كيفيته
أجمع الفقهاء على أن المطلوب هو مسح ظاهر الخفين وأعلاهما فقط، لما روي عن علي  قال: «لو كان الدين بالرأي لكان أسفل الخفّ أولى بالمسح من أعلاه، وقد رأيت رسول الله صلى الله عليه وسلم يمسح على ظاهر خفيه». أقل شيء من ظاهره - أعلاه - فيكفي مسمى مسح، كمسح فرض الرأس في الوضوء. ولا يجوز الاقتصار على الأسفل، لما ذكره النووي قال: «ثبت عنه صلى الله عليه وسلم الاقتصار على الأعلى، ولم يثبت عنه الاقتصار على الأسفل»، فهذا دليل على فرضية الأول وسنية الثاني. وقال بعض الفقهاء بأن الواجب مسح أعلى الخف وأسفله، لما روى المغيرة بن شعبة  قال: «وضأت رسول اللَّه صلى اللَّه عليه وسلم في غزوة تبوك فمسح أعلى الخف وأسفله»  فلو ترك مسح أعلاه أو بعضه واقتصر على مسح أسفله لم يصح المسح، وإذا صلى به كانت الصلاة باطلة، أما إن ترك مسح أسفله فإنه يعيد الصلاة في الوقت المختار من مواقيت الصلاة مراعة للقول بوجوبه. وكيفية المسح، أن يضع باطن أصابع يده اليمنى فوق أطراف أصابع قدمه اليمنى، ويضع يده اليسرى تحت أصابعها ويمر بيده على خف رجله اليمنى إلى الكعبين، ويفعل في خف رجل اليسرى عكس ذلك بحيث يضع يده اليسرى فوق أطراف أصابع رجله اليسرى وأصابع اليد اليمنى من تحتها ويمر بهما إلى الكعبين. وأما المسنون فمسح أعلاه وأسفله وعقبه، خطوطًا، مرة واحدة، يضع كفه اليسرى تحت عقب الخف، واليمنى على أطراف أصابعه، ويضع يديه مفرَّجتي الأصابع قليلًا، ثم يمرّهما خطوطًا على مشطي قدميه إلى ساقيه. ولو بدأ من الساق أو مسح عرضًا صح ولكن خالف السنة.

## نواقضه
- كل ما ينقض الوضوء ينقض المسح، وفي هذه الحالة يتوضأ ويمسح إذا كانت المدة باقية.[55][56]
- خلعهما: فإذا خلع أحدهما أو تخرق بطل المسح، لانتفاء شرط الساتر وشرط عدم نفوذ الماء. يبطل المسح بخرق الخف قدر ثلثِه فأكثر، إذا كان الجلد ملتصقًا مع بعضه كشق أو فتق الخرز دون أن تظهر الرجل، أما إن كان الخرق يُظهر الرجل فيبطل المسح ولو كان الخرق أقل من ثلث الخف، ما لم يكن الخرق صغيرًا جدًا بحيث أن بلل اليد لا يصل إلى الرجل فلا يضر.[56][57][58]
- انقضاء المدة: وذلك عند جمهور العلماء، الذين قالو بأن المسح مؤقت.[55][56][57]
- طروء ما يوجب الغسل، كجنابة ونحوها. يبطل المسح على الخفين بطروء موجب من موجبات الغسل، كجنابة أو حيض أو نفاس، كما أنه لا يجوز المسح عليهما بدل الغسل فلا بد من نزعهما وغسل الرجلين.[55][56][57][58]
- خروج القدم أو أكثره من الخف إلى ساقه، وقيل لا يُبْطِل إلا خروج القدم كله إلى الساق، فإذا خرج القدم من الخف أو خرق الخف، وكان المكلف متوضئًا، وجب المبادرة إلى نزع الخف كله وغسل الرجلين إلى الكعبين مراعة للموالاة في الوضوء، فإن طال الفصل، عمدًا، بين نزع الخف وغسل القدمين بطل الوضوء كله، وإن كان لابسًا خفين فوق بعضهما، وكان الاثنان على طهارة، ونزع الأعلى الممسوح عليه، فعليه المبادرة إلى مسح الأسفل. وإذا خرق الخف أو نزع من رجل وبقي بالرجل الأخرى ملبوسًا أو غير مخرَّق، وجب عيه نزع الرجل الثانية من الخف وغسل الرجلين، لأنه لا يجوز الجمع بين المسح والغسل بحيث تغسل رجل وتمسح أخرى.[55][58]

وفي الحالات الثلاث الأخيرة لا يجب عليه الوضوء بل يكفي غسل القدمين. فإذا طرأ إحدى هذه المبطلات بطلت طهارة القدمين وبالتالي تبطل طهارته جميعها، لأن الطهارة لا تتبعض.

## مكروهاته
- يكره الزيادة على المرة الواحدة.[56]
- يكره غسل الخفين بدل مسحهما إذا نوى الغسل رفع الحدث، أما إن نوى به النظافة فقط، أو إزالة ما عليهما من نجاسة من غير أن ينوي رفع الحدث، فإنه لا يجزئ عن المسح وعليه أن يمسح الخفين بعد ذلك بالغسل.[56]

## المسح على الجوارب

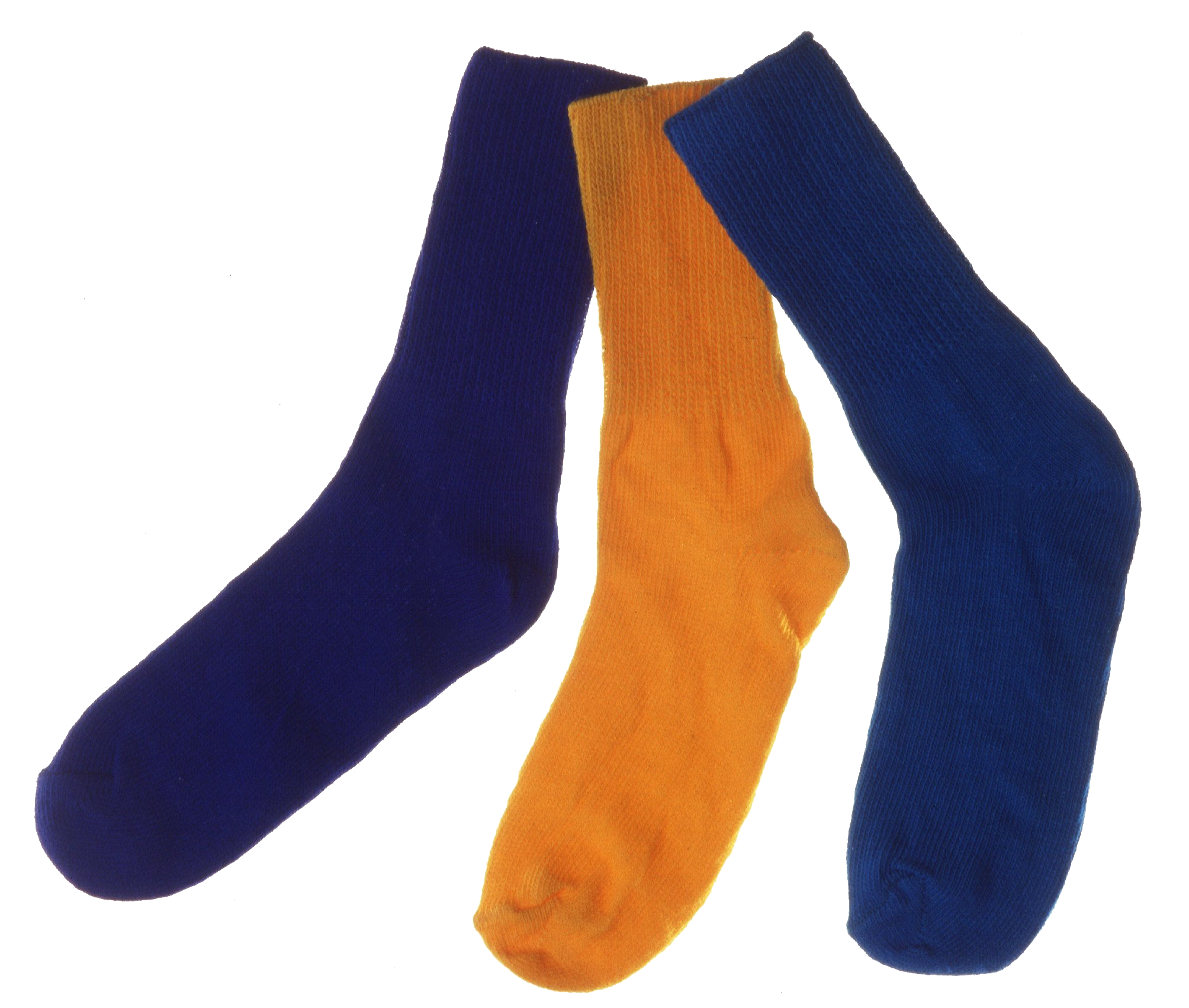
جوارب.

صح المسح على الجوربين عن الصحابة. قال ابن المنذر: «رُوِيَ إِبَاحَةُ الْمَسْحِ عَلَى الْجَوْرَبَيْنِ عَنْ تِسْعَةٍ مِنْ أَصْحَابِ رَسُولِ اللهِ صَلَّى اللَّهُ عَلَيْهِ وَسَلَّمَ: عَلِيِّ بْنِ أَبِي طَالِبٍ، وَعَمَّارِ بْنِ يَاسِرٍ، وَأَبِي مَسْعُودِ، وَأَنَسِ بْنِ مَالِكٍ، وَابْنِ عُمَرَ، وَالْبَرَاءِ بْنِ عَازِبٍ، وَبِلَالٍ، وَأَبِي أُمَامَةَ، وَسَهْلِ بْنِ سَعْدٍ». ويجوز المسح على الجوارب وفق شروط محدودة. ودليله «أن رسول الله صلى الله عليه وسلم توضأ ومسح على الجوربين والنعلين»؛ وشروطه هي نفس شروط جواز المسح على الخفين بالإضافة إلى كونهما لا يصفان القدم ولون البشرة من تحتهما، ولا يشترط فيهما أن يكونا مانعين لنفوذ الماء. ويرى المالكية بأن تكون الجوارب من قطن أو كتان أو صوف، وكُسِيَ ظاهره وباطنه بالجلد، فإن لم يجد فلا يصح المسح. وهو عند الشافعية جائز بشرطين وهما: أن يكون الجوربان صفيقين، يمنعان نفوذ الماء إلى القدم لو صب عليهما، وفي هذا يقول الإمام الشافعي: «إنما الخف ما لم يشف».(1) وأن يكونا منعلين. وذهب بعض الشافعية إلى أنه لا يشترط أن يكونا صفيقين إذا كان بالإمكان متابعة المشي عليهما. ويرى الحنفية بأنه يشترط لجواز المسح على الجوربين أن يكونا منعلَّين أو مجلَّدين بالاتفاق بين أئمة الحنفية. أما إذا كانا غير منعلين ولا مجلدين فيجوز المسح عليهما عند الصاحبين(2) إذا كانا صفيقين(3) ثخينين لا يشفّان الماء، ويمكن متابعة المشي فيهما، فإن كانا رقيقين يشفّان الماء فلا يجوز المسح عليهما.

## هوامش